# AS Bantous
Association Sportive Bantous w skrócie AS Bantous – kongijski klub piłkarski grający w drugiej, a niegdyś w pierwszej lidze kongijskiej, mający siedzibę w mieście Mbuji-Mayi.

## Sukcesy
- Linafoot[1]:
  - zwycięstwo (1):  1995.

- Coupe du Congo[2]:
  - finał (1): 1994.

## Występy w afrykańskich pucharach
| Sezon | Rozgrywki       | Runda | Kraj   | Klub                     | Dom | Wyjazd | Dwumecz |
| ----- | --------------- | ----- | ------ | ------------------------ | --- | ------ | ------- |
| 1994  | Puchar CAF      | 1     | Rwanda | Mukura Victory Sports FC | 2–1 | 0–0    | 2–1     |
| 1994  | Puchar CAF      | 2     | Angola | EC Primeiro de Maio      | 4–2 | 1–5    | 5–7     |
| 1996  | Puchar Mistrzów | 1     | Rwanda | APR FC                   | 1–0 | 0–2    | 1–2     |
| 1997  | Puchar CAF      | 1     | Czad   | ASLAD de Moundou         | 1–1 | 2–2    | 3–3     |
| 1997  | Puchar CAF      | 2     | Uganda | KCCA FC                  | –   | 0–1    | 0–1     |

## Stadion
Domowe mecze klub rozgrywa na stadionie o nazwie Stade Kashala Bonzola w Mbuji-Mayi, który może pomieścić 15 000 widzów.

## Reprezentanci kraju grający w klubie od 1995 roku
Stan na lipiec 2023.
| - Mutamba Kabongo | - Patrick Katalayi |